# کوشووه
کوشووه (به لهستانی:  Koszoły) یک روستا در لهستان است که در گمینا وومازه واقع شده‌است. کوشووه  ۳۹۰ نفر جمعیت دارد.